# A Division 1924-1925 (Irlanda)
La stagione 1924-1925 è stata la quarta edizione della League of Ireland, massimo livello del campionato di calcio irlandese.

## Classifica finale
|  | Pos. | Squadra          | Pt | G  | V  | N | P  | GF | GS | DR  |
|  | ---- | ---------------- | -- | -- | -- | - | -- | -- | -- | --- |
|  | 1.   | Shamrock Rovers  | 31 | 18 | 13 | 5 | 0  | 67 | 12 | +55 |
|  | 2.   | Bohemians        | 28 | 18 | 11 | 6 | 1  | 40 | 11 | +29 |
|  | 3.   | Shelbourne       | 27 | 18 | 12 | 3 | 3  | 55 | 20 | +35 |
|  | 4.   | Fordsons         | 21 | 18 | 10 | 1 | 7  | 35 | 32 | +3  |
|  | 5.   | Jacobs           | 17 | 18 | 8  | 1 | 9  | 36 | 35 | +1  |
|  | 6.   | St. James's Gate | 17 | 18 | 5  | 7 | 6  | 30 | 36 | -6  |
|  | 7.   | Athlone Town     | 14 | 18 | 5  | 4 | 9  | 15 | 32 | -17 |
|  | 8.   | Brooklyn         | 11 | 18 | 4  | 3 | 11 | 24 | 57 | -33 |
|  | 9.   | Bray Unknowns    | 9  | 18 | 3  | 3 | 12 | 21 | 44 | -23 |
|  | 10.  | Pioneers         | 5  | 18 | 2  | 1 | 15 | 21 | 65 | -44 |

Legenda:

         Campione d'Irlanda.
         Ritirata dal campionato.
Note:
Due punti a vittoria, uno a pareggio, zero a sconfitta.
Il giorno successivo all'inizio del campionato (7 settembre 1924) lo Shelbourne United abbandona il campionato. Il suo posto viene preso dal Fordsons.
Gli incontri tra Athlone Town e Bohemians non sono stati disputati: entrambe le gare in programma sono state omologate come vinte dal Bohemians, senza tuttavia registrare alcuna rete.

## Statistiche

### Primati stagionali
| Record - Maggior numero di vittorie: Shamrock Rovers (13) - Minor numero di sconfitte: Shamrock Rovers (0) - Miglior attacco: Shamrock Rovers (67) - Miglior difesa: Bohemians (11) - Miglior differenza reti: Shamrock Rovers (+55) - Maggior numero di pareggi: St. James's Gate (7) - Minor numero di vittorie: Pioneers (2) - Maggior numero di sconfitte: Pioneers (15) - Peggiore attacco: Athlone Town (15) - Peggior difesa: Pioneers (65) - Peggior differenza reti: Pioneers (-44) |

### Classifica marcatori
| Gol |  |  | Giocatore     | Squadra         |
| --- |  |  | ------------- | --------------- |
| 25  |  |  | Billy Farrell | Shamrock Rovers |
| 20  |  |  | Bob Fullam    | Shamrock Rovers |
| 14  |  |  | Eddie Brooks  | Bohemians       |